# Copa de Campeones de Europa 1959-60
La Copa de Campeones de Europa 1959-60 fue la 5.ª edición de la Copa de Clubes Campeones Europeos de fútbol, conocida como Copa de Europa, organizada por la Unión de Asociaciones Europeas de Fútbol (UEFA). En ella participaron un total de veintiséis equipos, representantes de 25 federaciones nacionales diferentes tras retirarse antes de participar el representante de Finlandia.
Se disputó entre los meses de agosto de 1959 y mayo de 1960, teniendo nuevamente España por cuarta vez consecutiva un segundo participante por la condición de campeón vigente del Real Madrid Club de Fútbol, acompañándolo esta vez el Club de Fútbol Barcelona, campeón español que hacía su primera aparición en la competición. Dichos conjuntos se cruzaron y pudo verse por primera vez en competición internacional el considerado años después como «clásico del fútbol español».
Nuevamente España, Italia e Inglaterra partían como las naciones a batir en una competición que dominaban con autoridad los primeros, con notables actuaciones por parte de todos sus integrantes, siempre presentes en la fase final del torneo. Finalmente y por quinta vez consecutiva, el Real Madrid C. F. se proclamó vencedor tras derrotar en Glasgow al Eintracht Fráncfort alemán. La final fue décadas después considerada como la mejor de todas las disputadas a lo largo de su historia, merced no solo al resultado por 7-3 —récord anotador de todas las finales—, sino por la superioridad mostrada por el conjunto español que le valió elogios y un gran reconocimiento por parte de medios, aficionados y equipos rivales alrededor de toda Europa. Fue tras esta final por la que se le conoce desde entonces como el equipo «vikingo». Las cinco Copas de Europa consecutivas se mantienen como la mejor actuación lograda nunca por un equipo en la historia de la competición. Además, en consecuencia del último título, el club obtuvo el privilegio de defender a Europa en una nueva competición internacional recientemente instaurada por la UEFA y la Confederación Sudamericana de Fútbol (CONMEBOL) de manera conjunta: la Copa Intercontinental.
Se marcaron 218 tantos en 52 encuentros, arrojando una media de 4,19 goles por partido, mientras que once fueron los debutantes, de los cuales seis accedieron a la fase final y en donde destacó el Eintracht Fráncfort como el mejor entre los debutantes tras alcanzar las final del torneo, siendo hasta la fecha la mejor actuación registrada por un equipo en su primera participación, excluyendo la edición inaugural.
Cabe destacar la figura del español Miguel Muñoz, quien tras retirarse como futbolista al final de la temporada anterior se erigió en el entrenador del mismo club que hasta entonces defendía, y se convirtió tras el éxito del club madrileño en ser la primera persona en ganar el certamen como jugador y como entrenador.

## Desarrollo

### Participantes
Luxemburgo inscribía su nombre en la fase final de la competición gracias a la clasificación de la Association Sportive La Jeunesse d'Esch, en su segunda participación. A él se unieron el Fenerbahçe Spor Kulübü turco, el Sparta Rotterdam neerlandés, el Club de Fútbol Barcelona, el Boldklubben 1909 danés, el Eintracht Fráncfort alemán y el checoslovaco Telovýchovná Jednota Červená Hviezda Bratislava (en español: Unión de Educación Física del Estrella Roja de Bratislava), tras lograr sus clasificaciones a la fase final del torneo. Un total de siete nuevos equipos.
Nuevamente el Futbollit Klubi Partizani —claro dominador de la liga albanesa con tres títulos consecutivos—, el Íþróttabandalag Akraness islandés, el Lillestrøm Sportsklubb noruego, y el Futbolʹnyĭ Klub Spartak Moskva soviético fueron los representantes de las federaciones ausentes.
Nota: indicados en negrita equipos que participaron en la fase final del torneo. Nombres y banderas según la época.
| Equipos participantes | | |
| Octavos de final | Fase preliminar | Fase preliminar |
| Real Madrid Club de Fútbol Eintracht Fráncfort Sparta Rotterdam Berner Sport Club Young Boys Boldklubben 1909 Fudbalski Klub Crvena Zvezda | Fenerbahçe Spor Kulübü Royal Sporting Club Anderlecht Fotbal Club Petrolul Ploiești Associazione Calcio Milan Club de Fútbol Barcelona Wolverhampton Wanderers Football Club Wiener S. C. Csepel Sport Club Rangers Football Club Olympique Gymnaste Club de Nice | Olympiakós Peiraiós Futebol Clube do Porto Fußball-Club Vorwärts Berlin Idrottsföreningen Kamraterna Göteborg Association Sportive La Jeunesse d'Esch Telovýchovná Jednota Červená Hviezda Bratislava Shamrock Rovers Football Club Linfield Football Club Łódzki Klub Sportowy Centralen Dom na Narodnata Armiya Sofiya |

### Copa Intercontinental
El Real Madrid, campeón de esta edición, tuvo el privilegio de ser el club representante de Europa en la primera edición de la Copa Intercontinental, denominada oficialmente como Copa Europea-Sudamericana. Esta fue disputada contra el Club Atlético Peñarol uruguayo, campeón de la primera edición de la Copa de Campeones de América, competición homónima de Sudamérica. Establecida oficialmente entre las dos confederaciones, surgió como la competición que designase qué equipo había de ser considerado con el título honorífico de facto de "campeón del mundo".

Con tal motivo se disputaron dos partidos definitorios a ida y vuelta, y un tercero en caso de empate. El primero fue jugado en Montevideo donde empataron sin goles y el segundo en Madrid donde los locales vencieron por 5-1 y se consagraron así como los primeros campeones intercontinentales.
Con el título el club madrileño se convirtió en el club referente a nivel mundial, siendo el primero en ser campeón europeo y campeón interconfederativo. Desde entonces fue recordado como el «Madrid de Di Stéfano», gran referente del equipo, o como el «Madrid de las cinco Copas de Europa», catalogado por la UEFA como uno de los mejores de la historia.
Notas:

## Ronda previa
El sorteo se realizó el 6 de julio de 1959 en Cornobbio, Italia
| Equipo Local Ida                 | Resultado | Equipo Visitante Ida          | Ida   | Vuelta |
| -------------------------------- | --------- | ----------------------------- | ----- | ------ |
| Fenerbahçe S. K.                 | 4 - 3     | Csepel S. C.                  | 1 - 1 | 3 - 2  |
| O. G. C. Nice                    | 4 - 3     | Shamrock Rovers F. C.         | 3 - 2 | 1 - 1  |
| A. S. Jeunesse d'Esch            | 6 - 2     | Łódzki K. S.                  | 5 - 0 | 1 - 2  |
| Olympiakós Peiraiós              | 3 - 5     | A. C. Milan                   | 2 - 2 | 1 - 3  |
| CDNA Sofiya                      | 4 - 8     | C. F. Barcelona               | 2 - 2 | 2 - 6  |
| F. C. Vorwärts Berlin            | 2 - 3     | Wolverhampton Wanderers F. C. | 2 - 1 | 0 - 2  |
| Wiener S. C.                     | 2 - 1     | F. C. Petrolul Ploieşti       | 0 - 0 | 2 - 1  |
| Linfield F. C.                   | 3 - 7     | I. F. K. Göteborg             | 2 - 1 | 1 - 6  |
| Rangers F. C.                    | 7 - 2     | R. S. C. Anderlecht           | 5 - 2 | 2 - 0  |
| T. J. Červená Hviezda Bratislava | 4 - 1     | F. C. Porto                   | 2 - 1 | 2 - 0  |

### Resultados
| 26 de agosto de 1959 | O. G. C. Nice                | 3:2     | Shamrock Rovers F. C.     | Stade du Ray, Niza                                                                |                                                                                   |
|                      | Foix 18' 63' · Nurenberg 36' | Reporte | Turner 29' · Hamilton 76' | Asistencia: 13 369 espectadores Árbitro(s): Johan Heinrich Martens (Países Bajos) | Asistencia: 13 369 espectadores Árbitro(s): Johan Heinrich Martens (Países Bajos) |

| 3 de septiembre de 1959 | CDNA Sofiya             | 2:2     | C. F. Barcelona            | Vasil Levski, Sofia                                                  |                                                                      |
|                         | Rakarov 16' · Kolev 80' | Reporte | Segarra 30' · Martínez 61' | Asistencia: 55 000 espectadores Árbitro(s): John Clough (Inglaterra) | Asistencia: 55 000 espectadores Árbitro(s): John Clough (Inglaterra) |

| 9 de septiembre de 1959 | Wiener S. C. | 0:0     | F. C. Petrolul Ploiești | Praterstadion, Viena                                                   |                                                                        |
|                         |              | Reporte |                         | Asistencia: 50 000 espectadores Árbitro(s): Concetto Lo Bello (Italia) | Asistencia: 50 000 espectadores Árbitro(s): Concetto Lo Bello (Italia) |

| 9 de septiembre de 1959 | Linfield F. C.  | 2:1     | I. F. K. Göteborg | Windsor Park, Belfast                                                            |                                                                                  |
|                         | Milburn 23' 30' | Reporte | Johansson 38'     | Asistencia: 40 000 espectadores Árbitro(s): Johannes Malka (Alemania Occidental) | Asistencia: 40 000 espectadores Árbitro(s): Johannes Malka (Alemania Occidental) |

| 9 de septiembre de 1959 | A. S. Jeunesse d'Esch                              | 5:0     | Łódzki K. S. | Stade de la Frontière, Esch-sur-Alzette                                                    |                                                                                            |
|                         | Theis 6' · May 24' · Schaak 55' · Meurisse 80' 85' | Reporte |              | Asistencia: 5 000 espectadores Árbitro(s): Kurt Waldemar Tschenscher (Alemania Occidental) | Asistencia: 5 000 espectadores Árbitro(s): Kurt Waldemar Tschenscher (Alemania Occidental) |

| 10 de septiembre de 1959 | T. J. Červená Hviezda Bratislava | 2:1     | F. C. Porto  | Tehelné Pole, Bratislava                                          |                                                                   |
|                          | Gajdoš 25' · Scherer 77'         | Reporte | Teixeira 32' | Asistencia: 35 000 espectadores Árbitro(s): Marcel Bois (Francia) | Asistencia: 35 000 espectadores Árbitro(s): Marcel Bois (Francia) |

| 13 de septiembre de 1959 | Olympiakós Peiraiós          | 2:2     | A. C. Milan      | Estadio Karaiskakis, Atenas                                         |                                                                     |
|                          | Papazoglou 20' · Yfantis 44' | Reporte | Altafini 33' 72' | Asistencia: 20 954 espectadores Árbitro(s): Fritz Seipelt (Austria) | Asistencia: 20 954 espectadores Árbitro(s): Fritz Seipelt (Austria) |

| 13 de septiembre de 1959 | Fenerbahçe S. K. | 1:1     | Csepel S. C. | Mithat Paşa, Estambul                                                |                                                                      |
|                          | Can Bartu 73'    | Reporte | Kisuczky 1'  | Asistencia: 26 432 espectadores Árbitro(s): Leo Lemesić (Yugoslavia) | Asistencia: 26 432 espectadores Árbitro(s): Leo Lemesić (Yugoslavia) |

| 16 de septiembre de 1959 | Rangers F. C.                                      | 5:2     | R. S. C. Anderlecht       | Ibrox Park, Glasgow                                               |                                                                   |
|                          | Millar 1' · Scott 2' · Matthew 50' · Baird 65' 73' | Reporte | Stockman 52' · Dewael 64' | Asistencia: 69 423 espectadores Árbitro(s): Leo Helge (Dinamarca) | Asistencia: 69 423 espectadores Árbitro(s): Leo Helge (Dinamarca) |

| 30 de septiembre de 1959 | F. C. Vorwärts Berlin   | 2:1     | Wolverhampton Wanderers F. C. | Walter-Ulbricht-Stadion, Berlín                                         |                                                                         |
|                          | Nöldner 24' · Kohle 29' | Reporte | Broadbent 15'                 | Asistencia: 65 000 espectadores Árbitro(s): Lucien Van Nuffel (Bélgica) | Asistencia: 65 000 espectadores Árbitro(s): Lucien Van Nuffel (Bélgica) |

| 16 de septiembre de 1959             | F. C. Petrolul Ploiești | 1:2     | Wiener S. C.  | Stadionul Ilie Oană, Ploieşti                                       |                                                                     |
|                                      | Bădulescu 55'           | Reporte | Horak 23' 28' | Asistencia: 20 000 espectadores Árbitro(s): Pietro Bonetto (Italia) | Asistencia: 20 000 espectadores Árbitro(s): Pietro Bonetto (Italia) |
| Wiener S. C. vence 2:1 en el global. |                         |         |               |                                                                     |                                                                     |

| 23 de septiembre de 1959               | Shamrock Rovers F. C. | 1:1     | O. G. C. Nice | Dalymount Park, Dublín                                                    |                                                                           |
|                                        | Hennessy 16'          | Reporte | Faivre 32'    | Asistencia: 35 000 espectadores Árbitro(s): Willem Beltman (Países Bajos) | Asistencia: 35 000 espectadores Árbitro(s): Willem Beltman (Países Bajos) |
| O. G. C. Nice vence 4:3 en el global.' |                       |         |               |                                                                           |                                                                           |

| 23 de septiembre de 1959                | C. F. Barcelona                          | 6:2     | CDNA Sofiya                | Camp Nou, Barcelona                                                          |                                                                              |
|                                         | Kubala 6' 11' 45' · Evaristo 39' 68' 78' | Reporte | Milanov 24' · Martinov 57' | Asistencia: 80 000 espectadores Árbitro(s): Arthur Edward Ellis (Inglaterra) | Asistencia: 80 000 espectadores Árbitro(s): Arthur Edward Ellis (Inglaterra) |
| C. F. Barcelona vence 8:4 en el global. |                                          |         |                            |                                                                              |                                                                              |

| 23 de septiembre de 1959                  | I. F. K. Göteborg                           | 6:1     | Linfield F. C. | Nya Ullevi, Göteborg                                                             |                                                                                  |
|                                           | Ohlsson 17' 18' 50' 62' 80' · Johansson 48' | Reporte | Dickson 19'    | Asistencia: 10 475 espectadores Árbitro(s): Erich Asmussen (Alemania Occidental) | Asistencia: 10 475 espectadores Árbitro(s): Erich Asmussen (Alemania Occidental) |
| I. F. K. Göteborg vence 7:3 en el global. |                                             |         |                |                                                                                  |                                                                                  |

| 23 de septiembre de 1959                    | Łódzki K. S.       | 2:1     | A. S. Jeunesse d'Esch | ŁKS Stadion, Łódź                                                    |                                                                      |
|                                             | Szymborski 61' 85' | Reporte | Jann 42'              | Asistencia: 25 000 espectadores Árbitro(s): Gösta Ackerborn (Suecia) | Asistencia: 25 000 espectadores Árbitro(s): Gösta Ackerborn (Suecia) |
| A. S. Jeunesse Esch vence 6:2 en el global. |                    |         |                       |                                                                      |                                                                      |

| 23 de septiembre de 1959            | A. C. Milan        | 3:1     | Olympiakós Peiraiós | Stadio Comunale di San Siro, Milán                                  |                                                                     |
|                                     | Danova 12' 26' 85' | Reporte | Psychos 68'         | Asistencia: 19 894 espectadores Árbitro(s): Erich Steiner (Austria) | Asistencia: 19 894 espectadores Árbitro(s): Erich Steiner (Austria) |
| A. C. Milan vence 5:3 en el global. |                    |         |                     |                                                                     |                                                                     |

| 23 de septiembre de 1959                  | Csepel S. C.          | 2:3     | Fenerbahçe S. K.                  | Népstadion, Budapest                                                 |                                                                      |
|                                           | Ughy 10' · Németh 34' | Reporte | Lefter 22' · Şeref 47' · Avni 53' | Asistencia: 45 000 espectadores Árbitro(s): Zivko Bajić (Yugoslavia) | Asistencia: 45 000 espectadores Árbitro(s): Zivko Bajić (Yugoslavia) |
| Fenerbahçe S. K. vence 4:3 en el global.' |                       |         |                                   |                                                                      |                                                                      |

| 23 de septiembre de 1959              | R. S. C. Anderlecht | 0:2     | Rangers F. C.              | Stade Émile Versé, Bruselas                                          |                                                                      |
|                                       |                     | Reporte | Matthew 67' · McMillan 72' | Asistencia: 27 076 espectadores Árbitro(s): Aage Poulsen (Dinamarca) | Asistencia: 27 076 espectadores Árbitro(s): Aage Poulsen (Dinamarca) |
| Rangers F. C. vence 7:2 en el global. |                     |         |                            |                                                                      |                                                                      |

| 29 de septiembre de 1959                      | F. C. Porto | 0:2     | T. J. Červená Hviezda Bratislava | Estádio das Antas, Oporto                                             |                                                                       |
|                                               |             | Reporte | Kačáni 65' · Dolinský 80'        | Asistencia: 60 000 espectadores Árbitro(s): Marcel Lequesne (Francia) | Asistencia: 60 000 espectadores Árbitro(s): Marcel Lequesne (Francia) |
| F. K. Cervena Hviezda vence 4:1 en el global. |             |         |                                  |                                                                       |                                                                       |

| 7 de octubre de 1959                                  | Wolverhampton Wanderers F. C. | 2:0     | F. C. Vorwärts Berlin | Molineux, Wolverhampton                                             |                                                                     |
|                                                       | Mason 60' · Broadbent 75'     | Reporte |                       | Asistencia: 55 000 espectadores Árbitro(s): Gérard Versyp (Bélgica) | Asistencia: 55 000 espectadores Árbitro(s): Gérard Versyp (Bélgica) |
| Wolverhampton Wanderers F. C. vence 3:2 en el global. |                               |         |                       |                                                                     |                                                                     |

## Fase final

### Eliminatorias
|  | Octavos de final                                                               | Octavos de final                                                               | Octavos de final                                                               | Octavos de final                                                               |   |                     | Cuartos de final                                                           | Cuartos de final                                                           | Cuartos de final                                                           | Cuartos de final                                                           |  |                     | Semifinales                                                             | Semifinales                                                             | Semifinales                                                             | Semifinales                                                             |  |             | Final                                    | Final                                    |  |
|  | 21 de oct. al 19 de nov. de 1959 (ida) 4 de nov. al 3 de dic. de 1959 (vuelta) | 21 de oct. al 19 de nov. de 1959 (ida) 4 de nov. al 3 de dic. de 1959 (vuelta) | 21 de oct. al 19 de nov. de 1959 (ida) 4 de nov. al 3 de dic. de 1959 (vuelta) | 21 de oct. al 19 de nov. de 1959 (ida) 4 de nov. al 3 de dic. de 1959 (vuelta) |   |                     | 4 de febrero al 9 de marzo de 1960 (ida) 2 al 16 de marzo de 1960 (vuelta) | 4 de febrero al 9 de marzo de 1960 (ida) 2 al 16 de marzo de 1960 (vuelta) | 4 de febrero al 9 de marzo de 1960 (ida) 2 al 16 de marzo de 1960 (vuelta) | 4 de febrero al 9 de marzo de 1960 (ida) 2 al 16 de marzo de 1960 (vuelta) |  |                     | 13 y 21 de abril de 1960 (ida) 27 de abril y 5 de mayo de 1960 (vuelta) | 13 y 21 de abril de 1960 (ida) 27 de abril y 5 de mayo de 1960 (vuelta) | 13 y 21 de abril de 1960 (ida) 27 de abril y 5 de mayo de 1960 (vuelta) | 13 y 21 de abril de 1960 (ida) 27 de abril y 5 de mayo de 1960 (vuelta) |  |             | 18 de mayo de 1960 Hampden Park, Glasgow | 18 de mayo de 1960 Hampden Park, Glasgow |  |
|  |                                                                                |                                                                                |                                                                                |                                                                                |   |                     |                                                                            |                                                                            |                                                                            |                                                                            |  |                     |                                                                         |                                                                         |                                                                         |                                                                         |  |             |                                          |                                          |  |
|  |                                                                                |                                                                                |                                                                                |                                                                                |   |                     |                                                                            |                                                                            |                                                                            |                                                                            |  |                     |                                                                         |                                                                         |                                                                         |                                                                         |  |             |                                          |                                          |  |
|  | Fenerbahçe                                                                     | 2                                                                              | 1                                                                              | 3                                                                              |   |                     |                                                                            |                                                                            |                                                                            |                                                                            |  |                     |                                                                         |                                                                         |                                                                         |                                                                         |  |             |                                          |                                          |  |
|  | Fenerbahçe                                                                     | 2                                                                              | 1                                                                              | 3                                                                              |   |                     |                                                                            |                                                                            |                                                                            |                                                                            |  |                     |                                                                         |                                                                         |                                                                         |                                                                         |  |             |                                          |                                          |  |
|  | Niza                                                                           | 1                                                                              | 2                                                                              | 3                                                                              |   |                     |                                                                            |                                                                            |                                                                            |                                                                            |  |                     |                                                                         |                                                                         |                                                                         |                                                                         |  |             |                                          |                                          |  |
|  | Niza                                                                           | 1                                                                              | 2                                                                              | 3                                                                              |   | Niza                | 3                                                                          | 0                                                                          | 3                                                                          |                                                                            |  |                     |                                                                         |                                                                         |                                                                         |                                                                         |  |             |                                          |                                          |  |
|  |                                                                                |                                                                                |                                                                                |                                                                                |   | Niza                | 3                                                                          | 0                                                                          | 3                                                                          |                                                                            |  |                     |                                                                         |                                                                         |                                                                         |                                                                         |  |             |                                          |                                          |  |
|  |                                                                                |                                                                                | Real Madrid                                                                    | 2                                                                              | 4 | 6                   |                                                                            |                                                                            |                                                                            |                                                                            |  |                     |                                                                         |                                                                         |                                                                         |                                                                         |  |             |                                          |                                          |  |
|  | Real Madrid                                                                    | 7                                                                              | Real Madrid                                                                    | 2                                                                              | 4 | 6                   | 5                                                                          | 12                                                                         |                                                                            |                                                                            |  |                     |                                                                         |                                                                         |                                                                         |                                                                         |  |             |                                          |                                          |  |
|  | Real Madrid                                                                    | 7                                                                              |                                                                                |                                                                                |   |                     |                                                                            |                                                                            |                                                                            |                                                                            |  |                     |                                                                         |                                                                         |                                                                         |                                                                         |  |             |                                          |                                          |  |
|  | Jeunesse Esch                                                                  | 0                                                                              | 2                                                                              | 2                                                                              |   |                     |                                                                            |                                                                            |                                                                            |                                                                            |  |                     |                                                                         |                                                                         |                                                                         |                                                                         |  |             |                                          |                                          |  |
|  | Jeunesse Esch                                                                  | 0                                                                              | 2                                                                              | 2                                                                              |   |                     |                                                                            |                                                                            |                                                                            |                                                                            |  | Real Madrid         | 3                                                                       | 3                                                                       | 6                                                                       |                                                                         |  |             |                                          |                                          |  |
|  |                                                                                |                                                                                |                                                                                |                                                                                |   |                     |                                                                            |                                                                            |                                                                            |                                                                            |  | Real Madrid         | 3                                                                       | 3                                                                       | 6                                                                       |                                                                         |  |             |                                          |                                          |  |
|  |                                                                                |                                                                                | Barcelona                                                                      | 1                                                                              | 1 | 2                   |                                                                            |                                                                            |                                                                            |                                                                            |  |                     |                                                                         |                                                                         |                                                                         |                                                                         |  |             |                                          |                                          |  |
|  | Milan                                                                          | 0                                                                              | Barcelona                                                                      | 1                                                                              | 1 | 2                   | 1                                                                          | 1                                                                          |                                                                            |                                                                            |  |                     |                                                                         |                                                                         |                                                                         |                                                                         |  |             |                                          |                                          |  |
|  | Milan                                                                          | 0                                                                              |                                                                                |                                                                                |   |                     |                                                                            |                                                                            |                                                                            |                                                                            |  |                     |                                                                         |                                                                         |                                                                         |                                                                         |  |             |                                          |                                          |  |
|  | Barcelona                                                                      | 2                                                                              | 5                                                                              | 7                                                                              |   |                     |                                                                            |                                                                            |                                                                            |                                                                            |  |                     |                                                                         |                                                                         |                                                                         |                                                                         |  |             |                                          |                                          |  |
|  | Barcelona                                                                      | 2                                                                              | 5                                                                              | 7                                                                              |   | Barcelona           | 4                                                                          | 5                                                                          | 9                                                                          |                                                                            |  |                     |                                                                         |                                                                         |                                                                         |                                                                         |  |             |                                          |                                          |  |
|  |                                                                                |                                                                                |                                                                                |                                                                                |   | Barcelona           | 4                                                                          | 5                                                                          | 9                                                                          |                                                                            |  |                     |                                                                         |                                                                         |                                                                         |                                                                         |  |             |                                          |                                          |  |
|  |                                                                                |                                                                                | Wolverhampton                                                                  | 0                                                                              | 2 | 2                   |                                                                            |                                                                            |                                                                            |                                                                            |  |                     |                                                                         |                                                                         |                                                                         |                                                                         |  |             |                                          |                                          |  |
|  | Estrella Roja                                                                  | 1                                                                              | Wolverhampton                                                                  | 0                                                                              | 2 | 2                   | 0                                                                          | 1                                                                          |                                                                            |                                                                            |  |                     |                                                                         |                                                                         |                                                                         |                                                                         |  |             |                                          |                                          |  |
|  | Estrella Roja                                                                  | 1                                                                              |                                                                                |                                                                                |   |                     |                                                                            |                                                                            |                                                                            |                                                                            |  |                     |                                                                         |                                                                         |                                                                         |                                                                         |  |             |                                          |                                          |  |
|  | Wolverhampton                                                                  | 1                                                                              | 3                                                                              | 4                                                                              |   |                     |                                                                            |                                                                            |                                                                            |                                                                            |  |                     |                                                                         |                                                                         |                                                                         |                                                                         |  |             |                                          |                                          |  |
|  | Wolverhampton                                                                  | 1                                                                              | 3                                                                              | 4                                                                              |   |                     |                                                                            |                                                                            |                                                                            |                                                                            |  |                     |                                                                         |                                                                         |                                                                         |                                                                         |  | Real Madrid | 7                                        |                                          |  |
|  |                                                                                |                                                                                |                                                                                |                                                                                |   |                     |                                                                            |                                                                            |                                                                            |                                                                            |  |                     |                                                                         |                                                                         |                                                                         |                                                                         |  | Real Madrid | 7                                        |                                          |  |
|  |                                                                                |                                                                                | Eintracht Fráncfort                                                            | 3                                                                              |   |                     |                                                                            |                                                                            |                                                                            |                                                                            |  |                     |                                                                         |                                                                         |                                                                         |                                                                         |  |             |                                          |                                          |  |
|  | Young Boys                                                                     | 1                                                                              | Eintracht Fráncfort                                                            | 3                                                                              | 1 | 2                   |                                                                            |                                                                            |                                                                            |                                                                            |  |                     |                                                                         |                                                                         |                                                                         |                                                                         |  |             |                                          |                                          |  |
|  | Young Boys                                                                     | 1                                                                              |                                                                                |                                                                                |   |                     |                                                                            |                                                                            |                                                                            |                                                                            |  |                     |                                                                         |                                                                         |                                                                         |                                                                         |  |             |                                          |                                          |  |
|  | Eintracht Fráncfort                                                            | 4                                                                              | 1                                                                              | 5                                                                              |   |                     |                                                                            |                                                                            |                                                                            |                                                                            |  |                     |                                                                         |                                                                         |                                                                         |                                                                         |  |             |                                          |                                          |  |
|  | Eintracht Fráncfort                                                            | 4                                                                              | 1                                                                              | 5                                                                              |   | Eintracht Fráncfort | 2                                                                          | 1                                                                          | 3                                                                          |                                                                            |  |                     |                                                                         |                                                                         |                                                                         |                                                                         |  |             |                                          |                                          |  |
|  |                                                                                |                                                                                |                                                                                |                                                                                |   | Eintracht Fráncfort | 2                                                                          | 1                                                                          | 3                                                                          |                                                                            |  |                     |                                                                         |                                                                         |                                                                         |                                                                         |  |             |                                          |                                          |  |
|  |                                                                                |                                                                                | Wiener                                                                         | 1                                                                              | 1 | 2                   |                                                                            |                                                                            |                                                                            |                                                                            |  |                     |                                                                         |                                                                         |                                                                         |                                                                         |  |             |                                          |                                          |  |
|  | Boldklubben 1909                                                               | 2                                                                              | Wiener                                                                         | 1                                                                              | 1 | 2                   | 0                                                                          | 2                                                                          |                                                                            |                                                                            |  |                     |                                                                         |                                                                         |                                                                         |                                                                         |  |             |                                          |                                          |  |
|  | Boldklubben 1909                                                               | 2                                                                              |                                                                                |                                                                                |   |                     |                                                                            |                                                                            |                                                                            |                                                                            |  |                     |                                                                         |                                                                         |                                                                         |                                                                         |  |             |                                          |                                          |  |
|  | Wiener                                                                         | 2                                                                              | 3                                                                              | 5                                                                              |   |                     |                                                                            |                                                                            |                                                                            |                                                                            |  |                     |                                                                         |                                                                         |                                                                         |                                                                         |  |             |                                          |                                          |  |
|  | Wiener                                                                         | 2                                                                              | 3                                                                              | 5                                                                              |   |                     |                                                                            |                                                                            |                                                                            |                                                                            |  | Eintracht Fráncfort | 6                                                                       | 6                                                                       | 12                                                                      |                                                                         |  |             |                                          |                                          |  |
|  |                                                                                |                                                                                |                                                                                |                                                                                |   |                     |                                                                            |                                                                            |                                                                            |                                                                            |  | Eintracht Fráncfort | 6                                                                       | 6                                                                       | 12                                                                      |                                                                         |  |             |                                          |                                          |  |
|  |                                                                                |                                                                                | Rangers                                                                        | 1                                                                              | 3 | 4                   |                                                                            |                                                                            |                                                                            |                                                                            |  |                     |                                                                         |                                                                         |                                                                         |                                                                         |  |             |                                          |                                          |  |
|  | Sparta Rotterdam                                                               | 3                                                                              | Rangers                                                                        | 1                                                                              | 3 | 4                   | 1                                                                          | 4                                                                          |                                                                            |                                                                            |  |                     |                                                                         |                                                                         |                                                                         |                                                                         |  |             |                                          |                                          |  |
|  | Sparta Rotterdam                                                               | 3                                                                              |                                                                                |                                                                                |   |                     |                                                                            |                                                                            |                                                                            |                                                                            |  |                     |                                                                         |                                                                         |                                                                         |                                                                         |  |             |                                          |                                          |  |
|  | IFK Göteborg                                                                   | 1                                                                              | 3                                                                              | 4                                                                              |   |                     |                                                                            |                                                                            |                                                                            |                                                                            |  |                     |                                                                         |                                                                         |                                                                         |                                                                         |  |             |                                          |                                          |  |
|  | IFK Göteborg                                                                   | 1                                                                              | 3                                                                              | 4                                                                              |   | Sparta Rotterdam    | 2                                                                          | 1                                                                          | 3                                                                          |                                                                            |  |                     |                                                                         |                                                                         |                                                                         |                                                                         |  |             |                                          |                                          |  |
|  |                                                                                |                                                                                |                                                                                |                                                                                |   | Sparta Rotterdam    | 2                                                                          | 1                                                                          | 3                                                                          |                                                                            |  |                     |                                                                         |                                                                         |                                                                         |                                                                         |  |             |                                          |                                          |  |
|  |                                                                                |                                                                                | Rangers                                                                        | 3                                                                              | 0 | 3                   |                                                                            |                                                                            |                                                                            |                                                                            |  |                     |                                                                         |                                                                         |                                                                         |                                                                         |  |             |                                          |                                          |  |
|  | Rangers                                                                        | 4                                                                              | Rangers                                                                        | 3                                                                              | 0 | 3                   | 1                                                                          | 5                                                                          |                                                                            |                                                                            |  |                     |                                                                         |                                                                         |                                                                         |                                                                         |  |             |                                          |                                          |  |
|  | Rangers                                                                        | 4                                                                              |                                                                                |                                                                                |   |                     |                                                                            |                                                                            |                                                                            |                                                                            |  |                     |                                                                         |                                                                         |                                                                         |                                                                         |  |             |                                          |                                          |  |
|  | Hviezda Bratislava                                                             | 3                                                                              | 1                                                                              | 4                                                                              |   |                     |                                                                            |                                                                            |                                                                            |                                                                            |  |                     |                                                                         |                                                                         |                                                                         |                                                                         |  |             |                                          |                                          |  |
|  | Hviezda Bratislava                                                             | 3                                                                              | 1                                                                              | 4                                                                              |   |                     |                                                                            |                                                                            |                                                                            |                                                                            |  |                     |                                                                         |                                                                         |                                                                         |                                                                         |  |             |                                          |                                          |  |
|  |                                                                                |                                                                                |                                                                                |                                                                                |   |                     |                                                                            |                                                                            |                                                                            |                                                                            |  |                     |                                                                         |                                                                         |                                                                         |                                                                         |  |             |                                          |                                          |  |

### Octavos de final
El sorteo se produjo el 24 de septiembre de 1959 en Barcelona
Ida
| 21 de octubre de 1959 | Real Madrid C. F.                                                  | 7:0     | A. S. Jeunesse d'Esch | Estadio Santiago Bernabéu, Madrid                                     |                                                                       |
|                       | Di Stéfano 25' · Puskás 34' 62' 83' · Herrera 43' 77' · Mateos 53' | Reporte |                       | Asistencia: 59 447 espectadores Árbitro(s): Giulio Campanati (Italia) | Asistencia: 59 447 espectadores Árbitro(s): Giulio Campanati (Italia) |

| 21 de octubre de 1959 | Boldklubben 1909 | 0:3     | Wiener S. C.              | Odense Stadion, Odense                                                     |                                                                            |
|                       |                  | Reporte | Knoll 62' 75' · Horak 82' | Asistencia: 18 000 espectadores Árbitro(s): Wlodzmierz Storoniak (Polonia) | Asistencia: 18 000 espectadores Árbitro(s): Wlodzmierz Storoniak (Polonia) |

| 25 de octubre de 1959 | Sparta Rotterdam    | 3:1     | I. F. K. Göteborg | Het Kasteel, Róterdam                                               |                                                                     |
|                       | Daniels 23' 38' 48' | Reporte | Jonsson 81'       | Asistencia: 17 000 espectadores Árbitro(s): Jarl Hansen (Dinamarca) | Asistencia: 17 000 espectadores Árbitro(s): Jarl Hansen (Dinamarca) |

| 4 de noviembre de 1959 | A. C. Milan | 0:2     | C. F. Barcelona         | Stadio Comunale di San Siro, Milán                                    |                                                                       |
|                        |             | Reporte | Vergés 12' · Suárez 15' | Asistencia: 54 000 espectadores Árbitro(s): Marcel Lequesne (Francia) | Asistencia: 54 000 espectadores Árbitro(s): Marcel Lequesne (Francia) |

| 4 de noviembre de 1959 | B. S. C. Young Boys | 1:4     | Eintracht Fráncfort                                       | Wankdorf, Berna                                                         |                                                                         |
|                        | Eugen Meier 23'     | Reporte | Weilbächer 4' · Stein 72' · Bäumler 76' · Erich Meier 82' | Asistencia: 36 000 espectadores Árbitro(s): Daniel Zariquiegui (España) | Asistencia: 36 000 espectadores Árbitro(s): Daniel Zariquiegui (España) |

| 11 de noviembre de 1959 | Rangers F. C.                                     | 4:3     | T. J. Červená Hviezda Bratislava | Ibrox Park, Glasgow                                               |                                                                   |
|                         | McMillan 1' · Scott 43' · Wilson 73' · Millar 90' | Reporte | Scherer 16' 68' · Dolinský 29'   | Asistencia: 80 000 espectadores Árbitro(s): Daniel Mellet (Suiza) | Asistencia: 80 000 espectadores Árbitro(s): Daniel Mellet (Suiza) |

| 11 de noviembre de 1959 | F. K. Crvena Zvezda | 1:1     | Wolverhampton Wanderers F. C. | JNA Stadion, Belgrado                                                             |                                                                                   |
|                         | Kostić 37'          | Reporte | Deeley 29'                    | Asistencia: 40 000 espectadores Árbitro(s): Edgar Ommerborn (Alemania Occidental) | Asistencia: 40 000 espectadores Árbitro(s): Edgar Ommerborn (Alemania Occidental) |

| 19 de noviembre de 1959 | Fenerbahçe S. K.    | 2:1     | O. G. C. Nice | Mithat Paşa, Estambul                                                       |                                                                             |
|                         | Can 37' · Şeref 80' | Reporte | Milazzo 40'   | Asistencia: 29 656 espectadores Árbitro(s): Václav Korelus (Checoslovaquia) | Asistencia: 29 656 espectadores Árbitro(s): Václav Korelus (Checoslovaquia) |

Vuelta
| 4 de noviembre de 1959               | A. S. Jeunesse d'Esch  | 2:5     | Real Madrid C. F.                                        | Stade Municipal, Luxemburgo                                             |                                                                         |
|                                      | Theis 10' · Schaak 15' | Reporte | Vidal 13' · Mateos 18' 31' · Di Stéfano 25' · Puskás 29' | Asistencia: 20 000 espectadores Árbitro(s): Vincenzo Orlandini (Italia) | Asistencia: 20 000 espectadores Árbitro(s): Vincenzo Orlandini (Italia) |
| Real Madrid vence 12:2 en el global. |                        |         |                                                          |                                                                         |                                                                         |

| 4 de noviembre de 1959                   | Wiener S. C. | 2:2     | Boldklubben 1909       | Praterstadion, Viena                                             |                                                                  |
|                                          | Hof 46' 55'  | Reporte | Bassett 40' · Berg 52' | Asistencia: 9 000 espectadores Árbitro(s): Józef Kowal (Polonia) | Asistencia: 9 000 espectadores Árbitro(s): Józef Kowal (Polonia) |
| Wiener Sportclub vence 5:2 en el global. |              |         |                        |                                                                  |                                                                  |

| 5 de noviembre de 1959                                     | I. F. K. Göteborg                         | 3:1     | Sparta Rotterdam | Gamla Ullevi, Göteborg                                           |                                                                  |
|                                                            | Ohlsson 38' · Hellmér 56' · Johansson 69' | Reporte | Schilder 73'     | Asistencia: 6 881 espectadores Árbitro(s): Leo Helge (Dinamarca) | Asistencia: 6 881 espectadores Árbitro(s): Leo Helge (Dinamarca) |
| Empate 4:4 en el global necesario de partido de desempate. |                                           |         |                  |                                                                  |                                                                  |

| 18 de noviembre de 1959                       | T. J. Červená Hviezda Bratislava | 1:1     | Rangers F. C. | Tehelné pole, Bratislava                                        |                                                                 |
|                                               | Tichý 89'                        | Reporte | Scott 69'     | Asistencia: 60 000 espectadores Árbitro(s): Josef Gulde (Suiza) | Asistencia: 60 000 espectadores Árbitro(s): Josef Gulde (Suiza) |
| Rangers Football Club vence 5:4 en el global. |                                  |         |               |                                                                 |                                                                 |

| 24 de noviembre de 1959                         | Wolverhampton Wanderers F. C. | 3:0     | F. K. Crvena Zvezda | Molineux, Wolverhampton                                                          |                                                                                  |
|                                                 | Murray 8' · Mason 85' 89'     | Reporte |                     | Asistencia: 55 519 espectadores Árbitro(s): Erich Asmussen (Alemania Occidental) | Asistencia: 55 519 espectadores Árbitro(s): Erich Asmussen (Alemania Occidental) |
| Wolverhampton Wanderers vence 4:1 en el global. |                               |         |                     |                                                                                  |                                                                                  |

| 25 de noviembre de 1959                    | C. F. Barcelona                               | 5:1     | A. C. Milan  | Camp Nou, Barcelona                                                  |                                                                      |
|                                            | Kubala 10' 32' 69' · Segarra 19' · Czibor 65' | Reporte | Ferrario 38' | Asistencia: 70 000 espectadores Árbitro(s): Maurice Guigue (Francia) | Asistencia: 70 000 espectadores Árbitro(s): Maurice Guigue (Francia) |
| Barcelona vence al Milan 7:1 en el global. |                                               |         |              |                                                                      |                                                                      |

| 25 de noviembre de 1959                     | Eintracht Fráncfort | 1:1     | B. S. C. Young Boys | Waldstadion, Fráncfort                                                 |                                                                        |
|                                             | Bäumler 68'         | Reporte | Schneider 90'       | Asistencia: 35 000 espectadores Árbitro(s): José Blanco Pérez (España) | Asistencia: 35 000 espectadores Árbitro(s): José Blanco Pérez (España) |
| Eintracht Frankfurt vence 5:2 en el global. |                     |         |                     |                                                                        |                                                                        |

| 3 de diciembre de 1959   | O. G. C. Nice         | 2:1     | Fenerbahçe S. K. | Stade Municipal du Ray, Niza                                              |                                                                           |
|                          | Foix 62' · Faivre 76' | Reporte | Lefter 83'       | Asistencia: 15 824 espectadores Árbitro(s): Martin Macko (Checoslovaquia) | Asistencia: 15 824 espectadores Árbitro(s): Martin Macko (Checoslovaquia) |
| Empate 3:3 en el global. |                       |         |                  |                                                                           |                                                                           |

Play-offs
| 25 de noviembre de 1959                     | Sparta Rotterdam                         | 3:1     | I. F. K. Göteborg | Weserstadion, Bremen                                                        |                                                                             |
|                                             | Bosselaar 3' · Crossan 23' · Daniels 65' | Reporte | Berndtsson 35'    | Asistencia: n/a espectadores Árbitro(s): Albert Dusch (Alemania Occidental) | Asistencia: n/a espectadores Árbitro(s): Albert Dusch (Alemania Occidental) |
| Sparta Rotterdam venció en el play-off 3:1. |                                          |         |                   |                                                                             |                                                                             |

| 23 de diciembre de 1959                  | O. G. C. Nice                                             | 5:1     | Fenerbahçe S. K. | Stade des Charmilles, Ginebra                                    |                                                                  |
|                                          | Foix 7' 63' · Milazzo 17' · Faivre 31' · De Bourgoing 59' | Reporte | Şeref 47'        | Asistencia: 9 166 espectadores Árbitro(s): Paul Wyssling (Suiza) | Asistencia: 9 166 espectadores Árbitro(s): Paul Wyssling (Suiza) |
| O. G. C. Nice venció en el play-off 5:1. |                                                           |         |                  |                                                                  |                                                                  |

### Cuartos de final
El sorteo se dio el 10 de diciembre de 1959 en París
| Elim. 1 ida; 4 de febrero de 1960 | O. G. C. Nice         | 3 - 2   | Real Madrid C. F.      | Léo-Lagrange, Niza                                                   |                                                                      |
|                                   | Nurenberg 54' 67' 72' | Reporte | Herrera 15' · Rial 30' | Asistencia: 21 422 espectadores Árbitro(s): Abel da Costa (Portugal) | Asistencia: 21 422 espectadores Árbitro(s): Abel da Costa (Portugal) |

| Elim. 1 vuelta; 2 de marzo de 1960        | Real Madrid C. F.                                     | 4 - 0   | O. G. C. Nice | Santiago Bernabéu, Madrid                                                    |                                                                              |
|                                           | Pepillo 21' · Gento 40' · Di Stéfano 45' · Puskás 51' | Reporte |               | Asistencia: 100 000 espectadores Árbitro(s): Eduardo Rosa Gouveia (Portugal) | Asistencia: 100 000 espectadores Árbitro(s): Eduardo Rosa Gouveia (Portugal) |
| Real Madrid C. F. vence 6:3 en el global. |                                                       |         |               |                                                                              |                                                                              |

| Elim. 2 ida; 10 de febrero de 1960 | C. F. Barcelona                               | 4 - 0   | Wolverhampton Wanderers F. C. | Camp Nou, Barcelona                                                 |                                                                     |
|                                    | Villaverde 8' 80' · Kubala 16' · Evaristo 65' | Reporte |                               | Asistencia: 80 000 espectadores Árbitro(s): Gérard Versyp (Bélgica) | Asistencia: 80 000 espectadores Árbitro(s): Gérard Versyp (Bélgica) |

| Elim. 2 vuelta; 2 de marzo de 1960      | Wolverhampton Wanderers F. C. | 2 - 5   | C. F. Barcelona                                    | Molineux, Wolverhampton                                                 |                                                                         |
|                                         | Murray 35' · Mason 78'        | Reporte | Martínez 29' · Kocsis 44' 49' 74' · Villaverde 85' | Asistencia: 55 535 espectadores Árbitro(s): Lucien Van Nuffel (Bélgica) | Asistencia: 55 535 espectadores Árbitro(s): Lucien Van Nuffel (Bélgica) |
| C. F. Barcelona vence 9:2 en el global. |                               |         |                                                    |                                                                         |                                                                         |

| Elim. 3 ida; 3 de marzo de 1960 | Eintracht Fráncfort     | 2 - 1   | Wiener S. C. | Waldstadion, Fráncfort                                              |                                                                     |
|                                 | Lindner 15' · Meier 60' | Reporte | Skerlan 50'  | Asistencia: 40 000 espectadores Árbitro(s): Albert Guinnard (Suiza) | Asistencia: 40 000 espectadores Árbitro(s): Albert Guinnard (Suiza) |

| Elim. 3 vuelta; 16 de marzo de 1960 | Wiener S. C. | 1 - 1   | Eintracht Fráncfort | Praterstadion, Viena                                              |                                                                   |
|                                     | Hof 31'      | Reporte | Stein 59'           | Asistencia: 50 000 espectadores Árbitro(s): Dittmar Huber (Suiza) | Asistencia: 50 000 espectadores Árbitro(s): Dittmar Huber (Suiza) |
| Eintracht Fráncfort                 |              |         |                     |                                                                   |                                                                   |

| Elim. 4 ida; 9 de marzo de 1960 | Sparta Rotterdam | 2 - 3   | Rangers F. C.                      | Feijenoord Stadion, Róterdam                                        |                                                                     |
|                                 | De Vries 41' 87' | Reporte | Wilson 4' · Baird 36' · Murray 63' | Asistencia: 53 000 espectadores Árbitro(s): John Kelly (Inglaterra) | Asistencia: 53 000 espectadores Árbitro(s): John Kelly (Inglaterra) |

| Elim. 4 vuelta; 16 de marzo de 1960 | Rangers F. C. | 0 - 1   | Sparta Rotterdam | Ibrox Park, Glasgow                                                   |                                                                       |
|                                     |               | Reporte | Van Ede 82'      | Asistencia: 85 000 espectadores Árbitro(s): Kevin Howley (Inglaterra) | Asistencia: 85 000 espectadores Árbitro(s): Kevin Howley (Inglaterra) |
| Empate 3:3 en el global.            |               |         |                  |                                                                       |                                                                       |

| Elim. 4 play-off; 30 de marzo de 1960    | Rangers F. C.                                             | 3 - 2   | Sparta Rotterdam             | Highbury, Londres                                                       |                                                                         |
|                                          | Verhoeven 28' (o.g.) · Baird 57' · Van der Lee 64' (o.g.) | Reporte | Verhoeven 6' · Bosselaar 76' | Asistencia: 34 178 espectadores Árbitro(s): Reginald Leafe (Inglaterra) | Asistencia: 34 178 espectadores Árbitro(s): Reginald Leafe (Inglaterra) |
| Rangers F. C. venció en el play-off 3:2. |                                                           |         |                              |                                                                         |                                                                         |

### Semifinales
El sorteo se desarrolló el 9 de marzo de 1960 en Bruselas
| Elim. 1 ida; 13 de abril de 1960 | Eintracht Fráncfort                                      | 6 - 1   | Rangers F. C.     | Waldstadion, Fráncfort                                              |                                                                     |
|                                  | Stinka 29' · Pfaff 51' 55' · Lindner 73' 84' · Stein 86' | Reporte | Caldow 31' (pen.) | Asistencia: 72 000 espectadores Árbitro(s): Gösta Lindberg (Suecia) | Asistencia: 72 000 espectadores Árbitro(s): Gösta Lindberg (Suecia) |

| Elim. 1 vuelta; 5 de mayo de 1960            | Rangers F. C.                 | 3 - 6   | Eintracht Fráncfort                                   | Ibrox Park, Glasgow                                              |                                                                  |
|                                              | McMillan 10' 54' · Wilson 74' | Reporte | Lindner 6' · Pfaff 20' 88' · Kreß 28' · Meier 58' 71' | Asistencia: 70 000 espectadores Árbitro(s): Bertil Lööw (Suecia) | Asistencia: 70 000 espectadores Árbitro(s): Bertil Lööw (Suecia) |
| Eintracht Frankfurt vence 12:4 en el global. |                               |         |                                                       |                                                                  |                                                                  |

| Elim. 2 ida; 21 de abril de 1960 | Real Madrid C. F.               | 3 - 1   | C. F. Barcelona | Santiago Bernabéu, Madrid                                                |                                                                          |
|                                  | Di Stéfano 17' 84' · Puskás 28' | Reporte | Martínez 37'    | Asistencia: 120 000 espectadores Árbitro(s): Reginald Leafe (Inglaterra) | Asistencia: 120 000 espectadores Árbitro(s): Reginald Leafe (Inglaterra) |

| Elim. 2 vuelta; 27 de abril de 1960       | C. F. Barcelona | 1 - 3   | Real Madrid C. F.          | Camp Nou, Barcelona                                                   |                                                                       |
|                                           | Kocsis 89'      | Reporte | Puskás 25' 75' · Gento 68' | Asistencia: 80 000 espectadores Árbitro(s): Arthur Ellis (Inglaterra) | Asistencia: 80 000 espectadores Árbitro(s): Arthur Ellis (Inglaterra) |
| Real Madrid C. F. vence 6:2 en el global. |                 |         |                            |                                                                       |                                                                       |

## Final
| 1     | POR   | Rogelio Domínguez      |  |
| 2     | DEF   | Enrique Pérez Pachín   |  |
| 3     | DEF   | Marquitos Alonso       |  |
| 4     | DEF   | José Santamaría        |  |
| 5     | MED   | José María Zárraga     |  |
| 6     | MED   | José María Vidal       |  |
| 7     | DEL   | Darcy Silveira Canário |  |
| 8     | DEL   | Luis del Sol           |  |
| 9     | DEL   | Alfredo Di Stéfano     |  |
| 10    | DEL   | Ferenc Puskás          |  |
| 11    | DEL   | Paco Gento             |  |
| D. T. | D. T. | Miguel Muñoz           |  |

| 1     | POR   | Egon Loy               |  |
| 2     | DEF   | Friedel Lutz           |  |
| 3     | DEF   | Hermann Höfer          |  |
| 4     | DEF   | Hans-Walter Eigenbrodt |  |
| 5     | MED   | Hans Weilbächer        |  |
| 6     | MED   | Dieter Stinka          |  |
| 7     | DEL   | Richard Kreß           |  |
| 8     | DEL   | Dieter Lindner         |  |
| 9     | DEL   | Erwin Stein            |  |
| 10    | DEL   | Alfred Pfaff           |  |
| 11    | DEL   | Erich Meier            |  |
| D. T. | D. T. | Paul Oßwald            |  |

| 20' · 23' · 45' · 56' · 60' · 71' · 73' | Alfredo Di Stéfano Ferenc Puskás Alfredo Di Stéfano | 1:1 2:1 3:1 4:1 5:1 6:1 7:2 |

| 0:1 6:2 7:3 | Richard Kreß Erwin Stein | 18' · 72' · 75' |

| Principal | John Mowatt |

| 1     | POR   | Rogelio Domínguez      |  |
| 2     | DEF   | Enrique Pérez Pachín   |  |
| 3     | DEF   | Marquitos Alonso       |  |
| 4     | DEF   | José Santamaría        |  |
| 5     | MED   | José María Zárraga     |  |
| 6     | MED   | José María Vidal       |  |
| 7     | DEL   | Darcy Silveira Canário |  |
| 8     | DEL   | Luis del Sol           |  |
| 9     | DEL   | Alfredo Di Stéfano     |  |
| 10    | DEL   | Ferenc Puskás          |  |
| 11    | DEL   | Paco Gento             |  |
| D. T. | D. T. | Miguel Muñoz           |  |

| 1     | POR   | Egon Loy               |  |
| 2     | DEF   | Friedel Lutz           |  |
| 3     | DEF   | Hermann Höfer          |  |
| 4     | DEF   | Hans-Walter Eigenbrodt |  |
| 5     | MED   | Hans Weilbächer        |  |
| 6     | MED   | Dieter Stinka          |  |
| 7     | DEL   | Richard Kreß           |  |
| 8     | DEL   | Dieter Lindner         |  |
| 9     | DEL   | Erwin Stein            |  |
| 10    | DEL   | Alfred Pfaff           |  |
| 11    | DEL   | Erich Meier            |  |
| D. T. | D. T. | Paul Oßwald            |  |

| 20' · 23' · 45' · 56' · 60' · 71' · 73' | Alfredo Di Stéfano Ferenc Puskás Alfredo Di Stéfano | 1:1 2:1 3:1 4:1 5:1 6:1 7:2 |

| 0:1 6:2 7:3 | Richard Kreß Erwin Stein | 18' · 72' · 75' |

| Principal | John Mowatt |

| 1     | POR   | Rogelio Domínguez      |  |
| 2     | DEF   | Enrique Pérez Pachín   |  |
| 3     | DEF   | Marquitos Alonso       |  |
| 4     | DEF   | José Santamaría        |  |
| 5     | MED   | José María Zárraga     |  |
| 6     | MED   | José María Vidal       |  |
| 7     | DEL   | Darcy Silveira Canário |  |
| 8     | DEL   | Luis del Sol           |  |
| 9     | DEL   | Alfredo Di Stéfano     |  |
| 10    | DEL   | Ferenc Puskás          |  |
| 11    | DEL   | Paco Gento             |  |
| D. T. | D. T. | Miguel Muñoz           |  |

| 1     | POR   | Egon Loy               |  |
| 2     | DEF   | Friedel Lutz           |  |
| 3     | DEF   | Hermann Höfer          |  |
| 4     | DEF   | Hans-Walter Eigenbrodt |  |
| 5     | MED   | Hans Weilbächer        |  |
| 6     | MED   | Dieter Stinka          |  |
| 7     | DEL   | Richard Kreß           |  |
| 8     | DEL   | Dieter Lindner         |  |
| 9     | DEL   | Erwin Stein            |  |
| 10    | DEL   | Alfred Pfaff           |  |
| 11    | DEL   | Erich Meier            |  |
| D. T. | D. T. | Paul Oßwald            |  |

| 20' · 23' · 45' · 56' · 60' · 71' · 73' | Alfredo Di Stéfano Ferenc Puskás Alfredo Di Stéfano | 1:1 2:1 3:1 4:1 5:1 6:1 7:2 |

| 0:1 6:2 7:3 | Richard Kreß Erwin Stein | 18' · 72' · 75' |

| Principal | John Mowatt |

| 1     | POR   | Rogelio Domínguez      |  |
| 2     | DEF   | Enrique Pérez Pachín   |  |
| 3     | DEF   | Marquitos Alonso       |  |
| 4     | DEF   | José Santamaría        |  |
| 5     | MED   | José María Zárraga     |  |
| 6     | MED   | José María Vidal       |  |
| 7     | DEL   | Darcy Silveira Canário |  |
| 8     | DEL   | Luis del Sol           |  |
| 9     | DEL   | Alfredo Di Stéfano     |  |
| 10    | DEL   | Ferenc Puskás          |  |
| 11    | DEL   | Paco Gento             |  |
| D. T. | D. T. | Miguel Muñoz           |  |

| 1     | POR   | Egon Loy               |  |
| 2     | DEF   | Friedel Lutz           |  |
| 3     | DEF   | Hermann Höfer          |  |
| 4     | DEF   | Hans-Walter Eigenbrodt |  |
| 5     | MED   | Hans Weilbächer        |  |
| 6     | MED   | Dieter Stinka          |  |
| 7     | DEL   | Richard Kreß           |  |
| 8     | DEL   | Dieter Lindner         |  |
| 9     | DEL   | Erwin Stein            |  |
| 10    | DEL   | Alfred Pfaff           |  |
| 11    | DEL   | Erich Meier            |  |
| D. T. | D. T. | Paul Oßwald            |  |

| 20' · 23' · 45' · 56' · 60' · 71' · 73' | Alfredo Di Stéfano Ferenc Puskás Alfredo Di Stéfano | 1:1 2:1 3:1 4:1 5:1 6:1 7:2 |

| 0:1 6:2 7:3 | Richard Kreß Erwin Stein | 18' · 72' · 75' |

| Principal | John Mowatt |

|                                      |
|                                      |
| Campeón Real Madrid C. F. 5.º título |

## Estadísticas

### Tabla histórica de goleadores
El húngaro Ferenc Puskás fue el máximo goleador de la edición tras anotar doce goles en siete partidos, con un promedio de 1.71 goles por partido y ser además el máximo realizador del equipo campeón, seguido del hispano-argentino Alfredo Di Stéfano con ocho y de Sándor Kocsis y Erwin Stein, ambos con cinco tantos.
Además, el citado jugador magiar anotó cuatro goles en la final —récord en la historia del torneo—, lo que unidos a los tres logrados por Di Stéfano les convirtieron en los únicos jugadores en la historia del torneo en anotar un hat-trick en la final.
Nota: No contabilizados los partidos y goles en rondas previas. Nombres y banderas de equipos en la época.
| \| Pos. \| Jugador \| G. \| Part. \| Prom. \| \| Club \| \| ---- \| ------------------ \| -- \| ----- \| ----- \| \| ----------------------------- \| \| 1 \| Ferenc Puskás \| 12 \| 7 \| 1.71 \| \| Real Madrid C. F. \| \| 2 \| Alfredo Di Stéfano \| 8 \| 6 \| 1.33 \| \| Real Madrid C. F. \| \| 3 \| Sándor Kocsis \| 5 \| 3 \| 1.67 \| \| C. F. Barcelona \| \| = \| Erwin Stein \| 5 \| 6 \| 0.83 \| \| Eintracht Fráncfort \| \| 5 \| Joseph Daniels \| 4 \| 3 \| 1.33 \| \| Sparta Rotterdam \| \| 6 \| Erich Meier \| 4 \| 6 \| 0.67 \| \| Eintracht Fráncfort \| \| 7 \| Dieter Lindner \| 4 \| 7 \| 0.57 \| \| Eintracht Fráncfort \| \| = \| Alfred Pfaff \| 4 \| 7 \| 0.57 \| \| Eintracht Fráncfort \| \| 9 \| Ladislao Kubala \| 3 \| 2 \| 1.50 \| \| C. F. Barcelona \| \| 10 \| Enrique Mateos \| 3 \| 3 \| 1.00 \| \| Real Madrid C. F. \| \| = \| Erich Hof \| 3 \| 3 \| 1.00 \| \| Wiener S. C. \| \| 12 \| Bobby Mason \| 3 \| 4 \| 0.75 \| \| Wolverhampton Wanderers F. C. \| \| = \| Victor Nurenberg \| 3 \| 4 \| 0.75 \| \| O. G. C. Nice \| \| 14 \| Chus Herrera \| 3 \| 5 \| 0.60 \| \| Real Madrid C. F. \| \| = \| Jacques Foix \| 3 \| 5 \| 0.60 \| \| O. G. C. Nice \| \| = \| Ramón Villaverde \| 3 \| 5 \| 0.60 \| \| C. F. Barcelona \| \| 17 \| John McMillan \| 3 \| 6 \| 0.50 \| \| Rangers F. C. \| \| = \| Davie Wilson \| 3 \| 6 \| 0.50 \| \| Rangers F. C. \| Actualizado a fin de torneo. |                    |    |       |       |  |                               |
| Pos. | Jugador            | G. | Part. | Prom. |  | Club                          |
| 1 | Ferenc Puskás      | 12 | 7     | 1.71  |  | Real Madrid C. F.             |
| 2 | Alfredo Di Stéfano | 8  | 6     | 1.33  |  | Real Madrid C. F.             |
| 3 | Sándor Kocsis      | 5  | 3     | 1.67  |  | C. F. Barcelona               |
| = | Erwin Stein        | 5  | 6     | 0.83  |  | Eintracht Fráncfort           |
| 5 | Joseph Daniels     | 4  | 3     | 1.33  |  | Sparta Rotterdam              |
| 6 | Erich Meier        | 4  | 6     | 0.67  |  | Eintracht Fráncfort           |
| 7 | Dieter Lindner     | 4  | 7     | 0.57  |  | Eintracht Fráncfort           |
| = | Alfred Pfaff       | 4  | 7     | 0.57  |  | Eintracht Fráncfort           |
| 9 | Ladislao Kubala    | 3  | 2     | 1.50  |  | C. F. Barcelona               |
| 10 | Enrique Mateos     | 3  | 3     | 1.00  |  | Real Madrid C. F.             |
| = | Erich Hof          | 3  | 3     | 1.00  |  | Wiener S. C.                  |
| 12 | Bobby Mason        | 3  | 4     | 0.75  |  | Wolverhampton Wanderers F. C. |
| = | Victor Nurenberg   | 3  | 4     | 0.75  |  | O. G. C. Nice                 |
| 14 | Chus Herrera       | 3  | 5     | 0.60  |  | Real Madrid C. F.             |
| = | Jacques Foix       | 3  | 5     | 0.60  |  | O. G. C. Nice                 |
| = | Ramón Villaverde   | 3  | 5     | 0.60  |  | C. F. Barcelona               |
| 17 | John McMillan      | 3  | 6     | 0.50  |  | Rangers F. C.                 |
| = | Davie Wilson       | 3  | 6     | 0.50  |  | Rangers F. C.                 |